# Belejringen af Beograd
Efter Konstantinopels fald i 1453, samlede sultan Mehmed 2. af det Osmanniske rige alle sine tropper for at underlægge sig kongeriget Ungarn. Hans første mål var grænsefæstningen (ungarsk (sprog)|ungarsk végvár) Beograd (på gammelungarsk Nándorfehérvár). Johannes Hunyadi, en adelig krigsherre af wallakisk afstamning, som havde udkæmpet mange slag mod osmannerne i de foregående tyve år, forudså netop sådan et angreb.
Belejringen udviklede sig efterhånden til et større slag, hvor Hunyadi anførte et pludseligt udfald, som løb den tyrkiske lejr over ende. Det tvang den sårede sultan Mehmet 2. til at hæve belejringen og trække sig tilbage. Belejringen af Beograd afgjorde Kristenhedens skæbne, som pave Calixtus 3. bemærkede i et brev til biskoppen af Burgund.
Den klokkeringning ved middagstid, som blev befalet af Calixtus 3. under belejringen, minder endnu i dag hele den katolske verden om sejren ved Beograd.